# IO Interactive
IO Interactive of IOI is een computerspelontwikkelaar uit Denemarken, meer bepaald Kopenhagen. Na een tijd onderdeel te zijn geweest van Eidos Interactive is het bedrijf vanaf medio juni 2017 via een managementbuy-out zelfstandig. De rechten van de Hitman-franchise zijn daarbij bij IO Interactive behouden.

## Biografie
IOI (afkorting) ontstond in 1998 als een samensmelting van de bedrijven Nordisk Film & TV en de spelletjesproducent Reto-Moto. Zij gingen een contract aan met uitgever Eidos, dat enige faam had verworven met klassiekers als Tomb Raider, Deus Ex en Thief. Onder hun vleugels nestelend konden IOI hun eerste spel Hitman: Codename 47 uitbrengen. ondanks de bescheiden verkoopresultaten kwam er toch een sequel: Hitman 2: Silent Assassin. Deze uitgave werd alom bewierookt, en was waarschijnlijk de laatste succesvolle uitgave van Eidos. 
Aangezien Hitman 2: Silent Assassin zeer goed verkocht, kwam er alweer een nieuwe telg: Hitman: Contracts, dat vooral de nadruk legde op de grimmige en donkere sfeer van een hitman. Dit spel was echter weinig innoverend en behaalde zodoende erbarmelijke verkoopcijfers. Tussen Hitman 2 en Hitman: Contracts werd er alsook een type spel gemaakt door IOI, dat een concept aannam dat de firma nog niet had aangedurfd. Het ging hier om een strategische shoot 'em up, die Freedom Fighters werd gedoopt. Freedom Fighters werd echter uitgegeven door Electronic Arts.

## Ontwikkelde spellen
| Release | Titel                     | Platform                                                               | Uitgever                               |
| ------- | ------------------------- | ---------------------------------------------------------------------- | -------------------------------------- |
| 2000    | Hitman: Codename 47       | Windows                                                                | Eidos Interactive                      |
| 2002    | Hitman 2: Silent Assassin | GameCube, PlayStation 2, Windows, Xbox                                 | Eidos Interactive                      |
| 2003    | Freedom Fighters          | GameCube, PlayStation 2, Windows, Xbox                                 | Electronic Arts                        |
| 2004    | Hitman: Contracts         | PlayStation 2, Windows, Xbox                                           | Eidos Interactive                      |
| 2006    | Hitman: Blood Money       | PlayStation 2, Windows, Xbox, Xbox 360                                 | Eidos Interactive                      |
| 2007    | Kane & Lynch: Dead Men    | PlayStation 3, Windows, Xbox 360                                       | Eidos Interactive                      |
| 2009    | Mini Ninjas               | Mac OS X, PlayStation 3, Wii, Windows, Xbox 360                        | Eidos Interactive, Feral Interactive   |
| 2010    | Kane & Lynch 2: Dog Days  | PlayStation 3, Windows, Xbox 360                                       | Square Enix                            |
| 2012    | Hitman: Absolution        | OS X, PlayStation 3, Windows, Xbox 360                                 | Square Enix, Feral Interactive         |
| 2016    | Hitman                    | Linux, OS X, PlayStation 4, Windows, Xbox One                          | Square Enix, Feral Interactive         |
| 2018    | Hitman 2                  | PlayStation 4, Windows, Xbox One                                       | Warner Bros. Interactive Entertainment |
| 2021    | Hitman 3                  | PlayStation 5, Xbox Series X, Windows, PlayStation 4, Xbox One, Stadia | IO Interactive                         |
| 2026    | 007 First Light           | PlayStation 5, Xbox Series X, Windows, Nintendo Switch 2               | IO Interactive                         |